# Euptychia ocelloides
Euptychia ocelloides är en fjärilsart som beskrevs av William Schaus 1902. Euptychia ocelloides ingår i släktet Euptychia och familjen praktfjärilar. Inga underarter finns listade i Catalogue of Life.